# Rüstersieler Groden

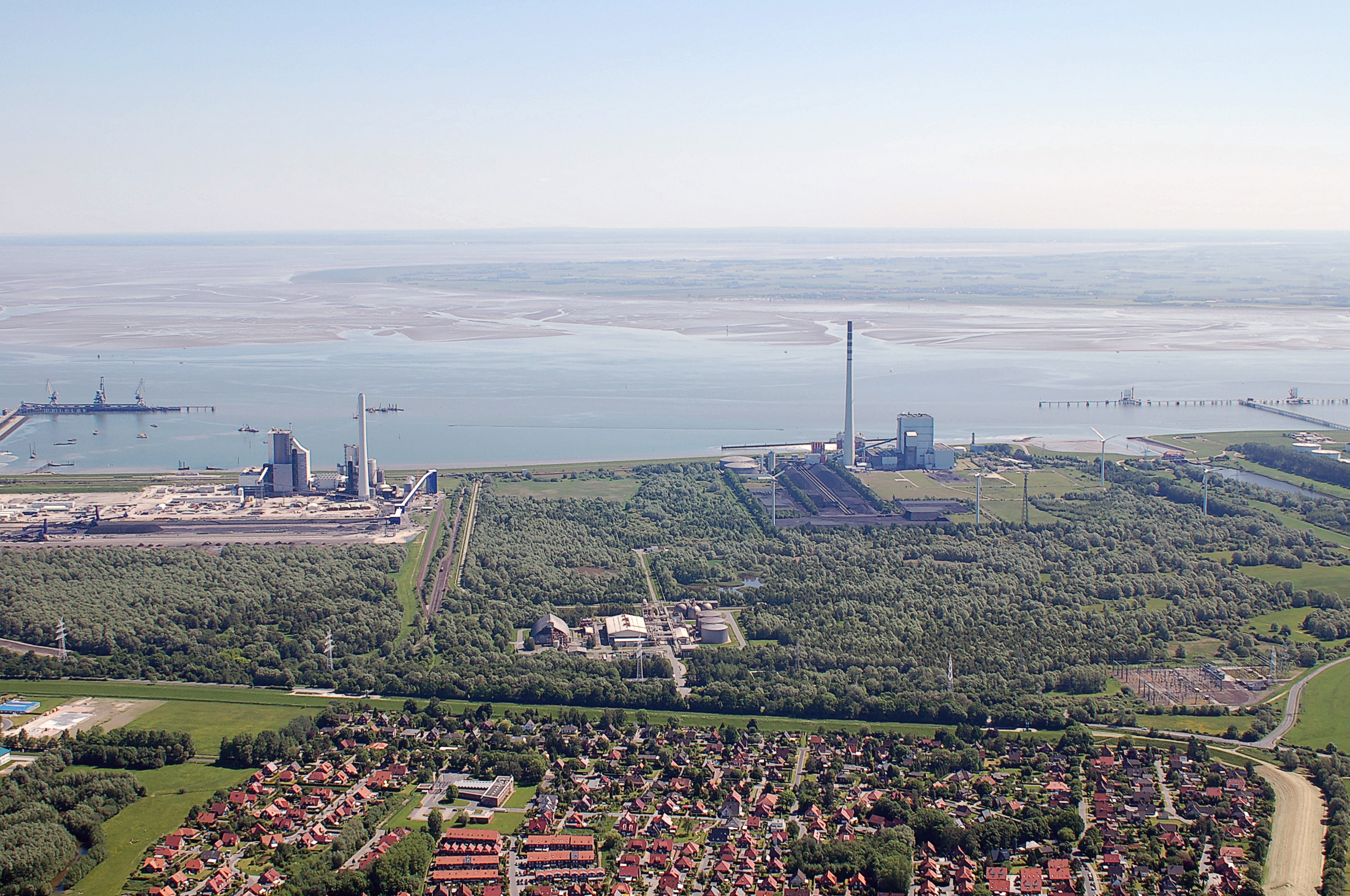
Luftbild (Mai 2012)

Der Rüstersieler Groden ist ein Stadtteil der niedersächsischen Stadt Wilhelmshaven mit zwei Kraftwerken.

## Geographie
Der Rüstersieler Groden grenzt im Norden an den Deich zum Voslapper Groden und Jade-Weser-Port, im Osten an die Innenjade, im Süden an den Heppenser Groden und im Westen an Voslapp, Rüstersiel und Neuengroden. Durch den Rüstersieler Groden fließt die Maade, die hier in die Außenjade mündet.
Verwaltungstechnisch kann man den Stadtteil noch weiter aufteilen in Stadtviertel, von Nord nach Süd:
- Geniusbank (mit Infopavillon zum JadeWeserPort und dem Leuchtturm)
- Rüstersieler Groden-Nord (mit Kohlekraftwerk Engie)
- Rüstersieler Groden-Süd (mit ehemaligem Chlorwerk und Kohlekraftwerk E.ON)
- Maadepolder (mit Entsorgungszentrum EZW)

## Industrie
Der Stadtteil enthält folgende Industrieanlagen:
- Kraftwerk Wilhelmshaven (Engie), ein seit 2015 in Betrieb befindliches Steinkohlekraftwerk.
- Ineos Chlorwerk, lieferte bis Juli 2013 per Chloralkalielektrolyse erzeugtes gasförmiges Chlor für die PVC-Produktion im Chemiewerk Voslapp.
- Kraftwerk Wilhelmshaven (E.ON), ein 1976 in Betrieb genommenes Steinkohlekraftwerk, stillgelegt Ende 2021.

## Geschichte
Ab 1963 wurde das Gebiet des heutigen Stadtteils eingedeicht und somit zu einem Groden; der Name stammt von dem Ort Rüstersiel. In den 1970er Jahren wurden das Chemiewerk und das erste Kraftwerk gebaut.

## Ansichten

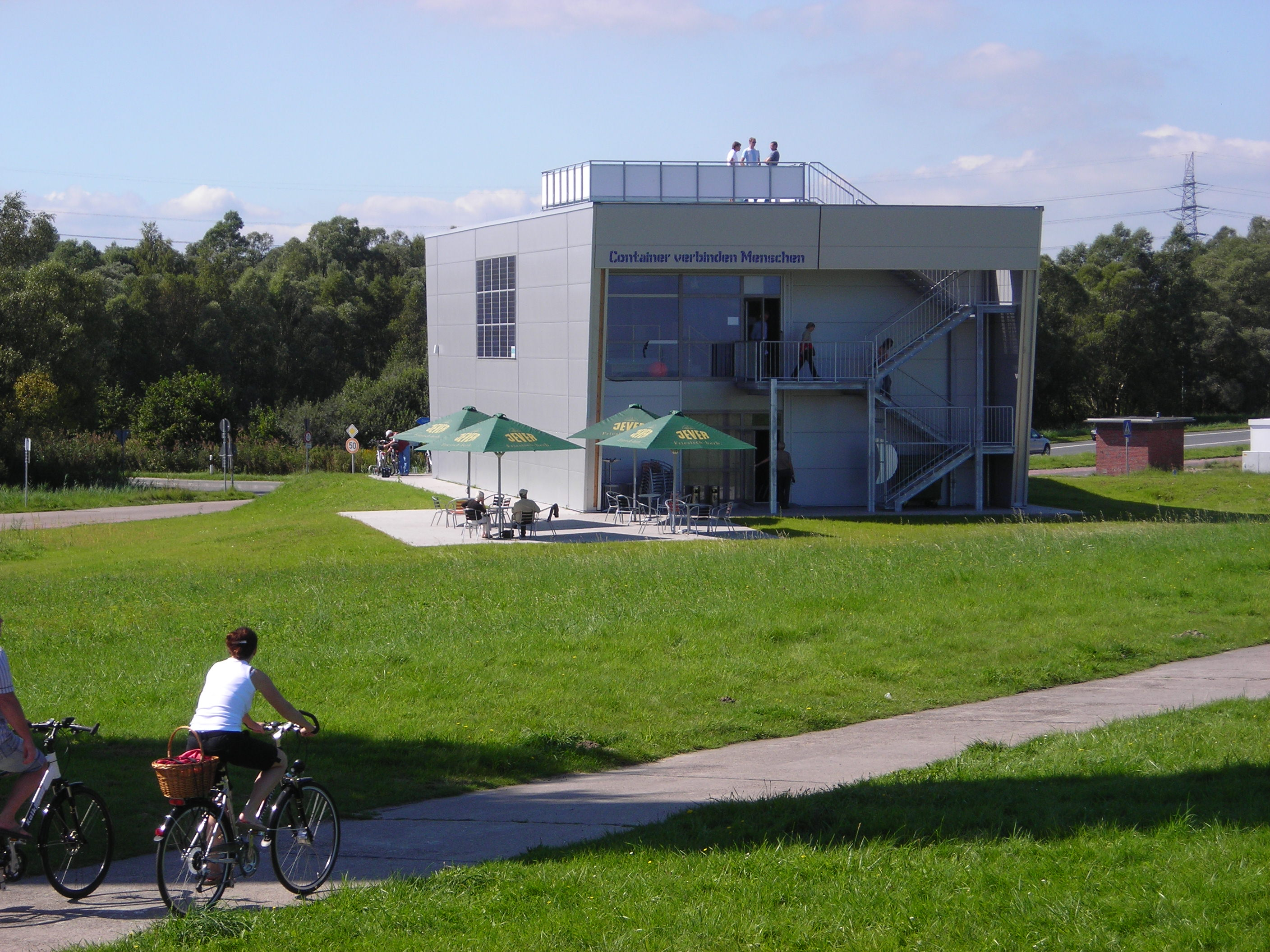
Infobox zum JadeWeserPort
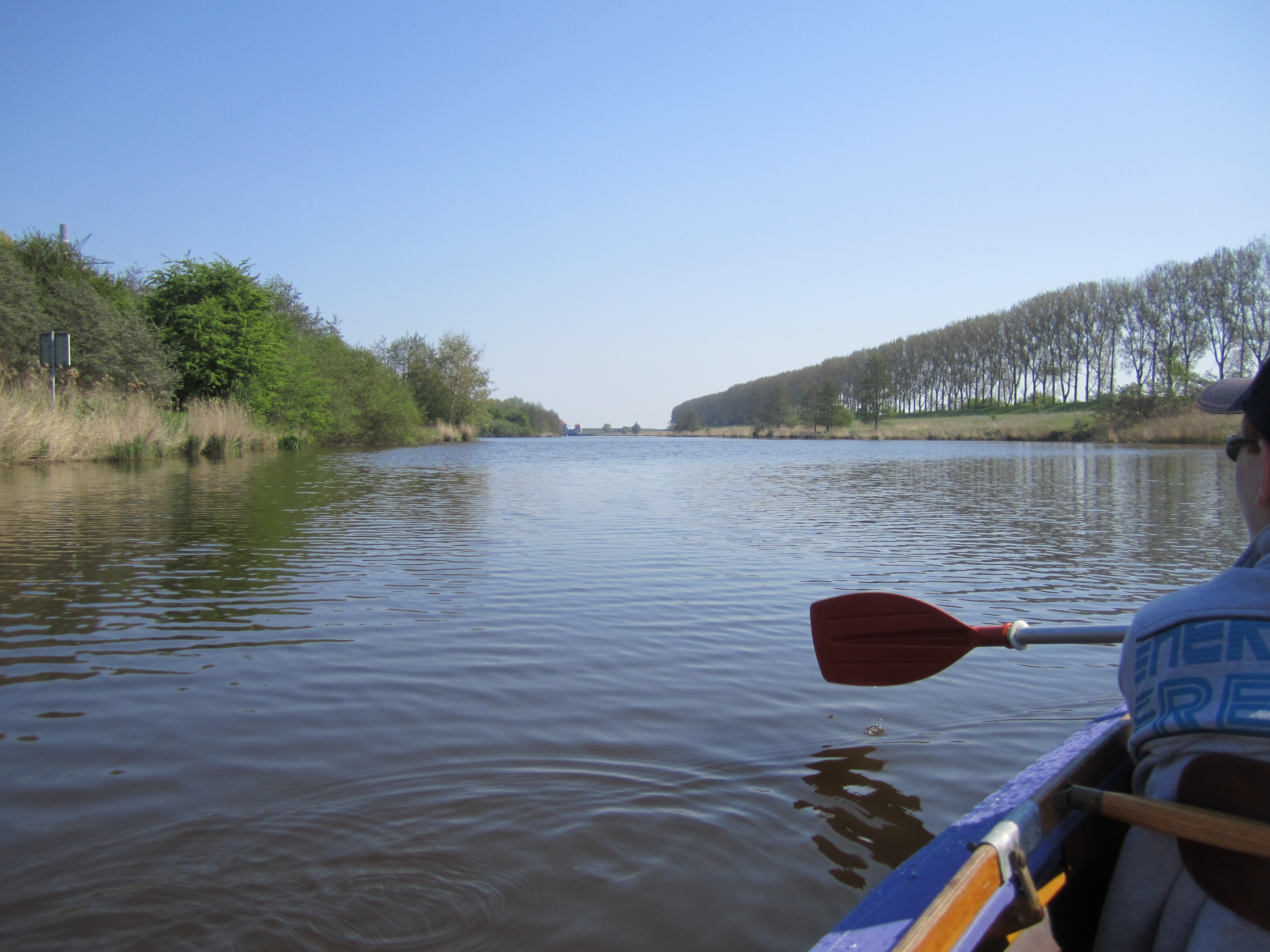
Auf der Maade
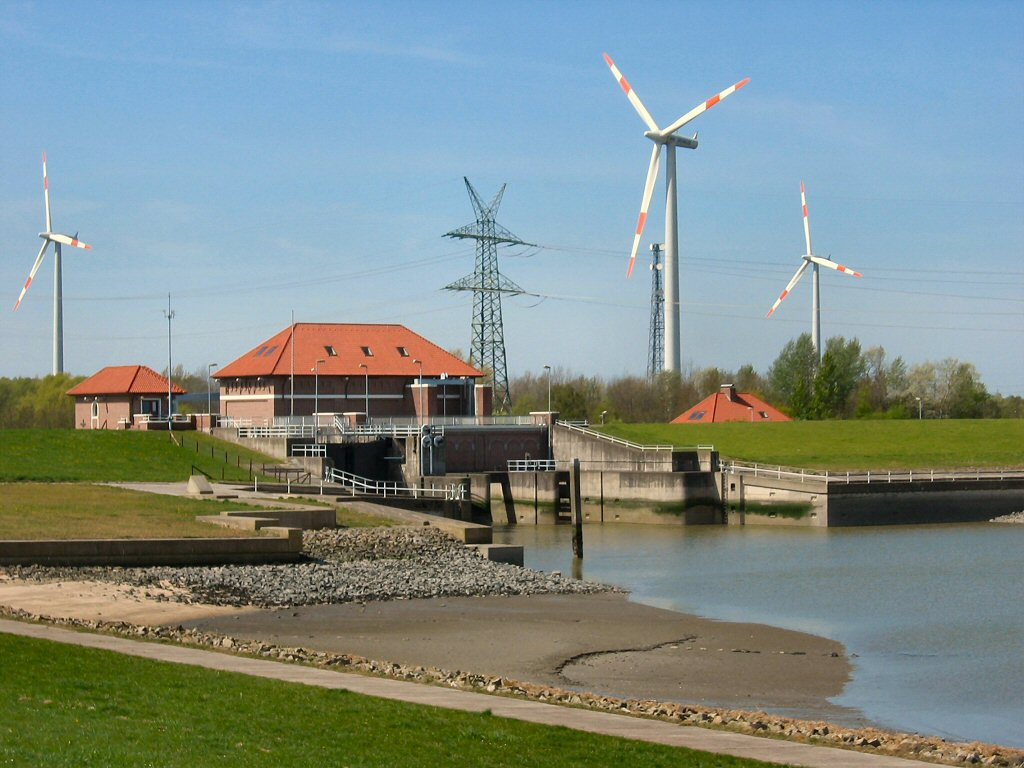
Am Maadesiel
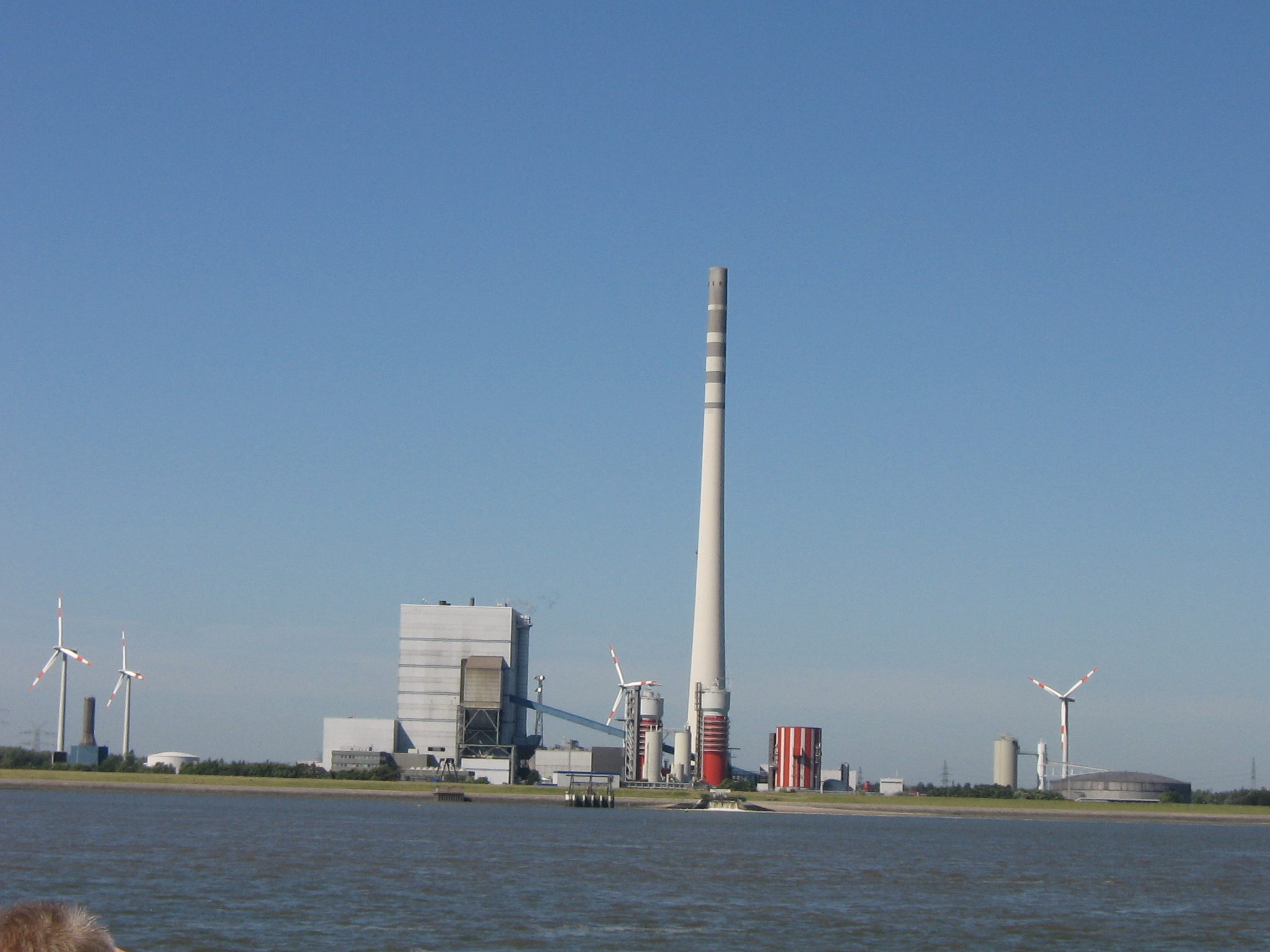
Kraftwerk (E.ON)
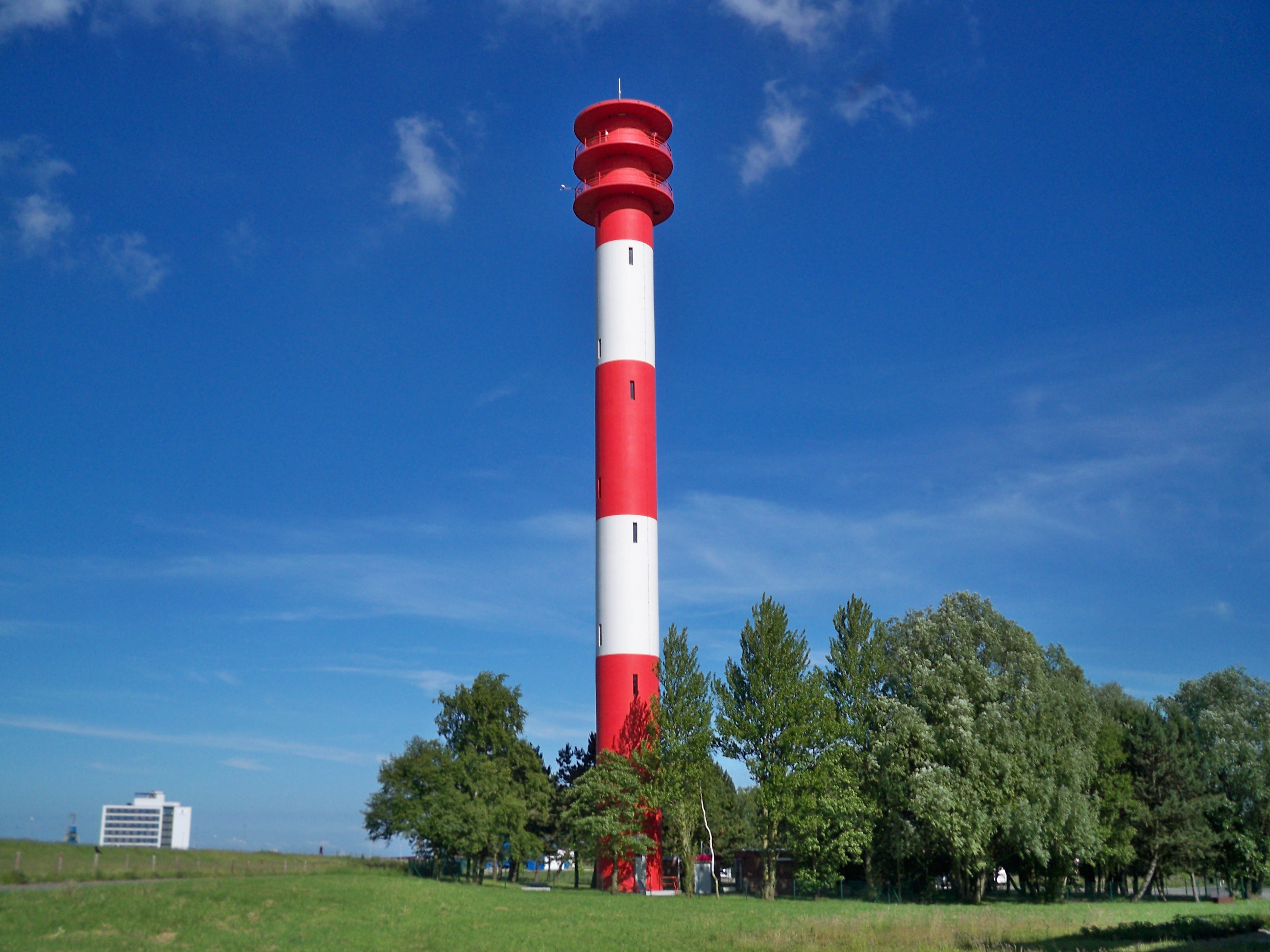
Oberfeuer der Richtfeuerlinie Voslapp